# 常用歌集
《常用歌集》（拉丁語：Liber Usualis）是一本厚達1900多頁，由單聲調的額我略聖歌所組成的宗教歌曲集，常在天主教的禮儀或各類宗教音樂中使用。源於法國索列米斯本篤修士會內的修道士，以作日常禮拜時所唱頌的音樂。後來於1896年由修道士莫卻萊（André Mocquereau，1849 - 1930）整理後出版成書。索列米斯本篤修士會成立於1010年，但所保存的音樂，最早可以追溯至7世紀。
《常用歌集》列舉了各種禮儀音樂：包括彌撒中的垂憐經、光榮頌、信經、聖三頌、迎主曲、羔羊經及散堂詠；亦有因應每天的頌課、每周不同的節期及特定為聖人而所選用的曲調。除此以外，《常用歌集》亦包括了一些世俗儀式所選用的曲調，包括有洗禮、婚禮、葬禮、堅振禮、祝聖禮等等。

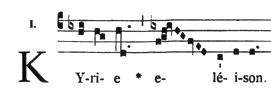
以紐姆記譜法所寫成的垂憐經，選自《第8號常用彌撒曲「天使彌撒曲」》，載於《常用歌集》第46頁。

《常用歌集》採用中世紀時期的四線「紐姆記譜法」。調性由樂譜前的F調號或C調號所決定，歌集前部份有詳細的索引，解釋各類的記譜方式和所代表的意思以方便讀者使用，1924年首次發行以現代五線譜方式記譜的版本。
《常用歌集》是不少作曲家創作音樂的靈感來源，其中修錄在1810頁的續抒詠「末日經」更是當中的佼佼者。
在第二次梵蒂岡大公會議前，《常用歌集》內的歌調是天主教禮儀中唯一能夠採用的音樂－雖然不少教堂其實早已採納一些有名作曲家所寫的宗教作品，放在日常禮儀中使用。梵二後，教堂音樂的限制得到解除，而運用《常用歌集》的機會已經大為減少，但在一些歐洲的修道院或教堂中，仍然可以找到堅持使用《常用歌集》作禮儀音樂，另一方面，近年不少合唱團體亦致力保留及演唱《常用歌集》。

## 外部連結
- GLOBAL CHANT DATABASE – Index of Gregorian Chant （页面存档备份，存于） - The largest online database of chant melodies with references to the Liber Usualis
- Solesmes Abbey （页面存档备份，存于）
- Liber Usualis （页面存档备份，存于） 《常用歌集》四線譜版本，1961年版本，PDF 格式。(115 MB)
- Bergeron, Katherine. Decadent enchantments: the revival of Gregorian chant at Solesmes. Berkeley: University of California Press, c1998.  ISBN 0520210085.
- Nova Organi Harmonia (a nearly complete organ accompaniment to the Liber Usualis)